# Scaptodrosophila hibisci
Scaptodrosophila hibisci är en tvåvingeart som först beskrevs av Bock 1977.  Scaptodrosophila hibisci ingår i släktet Scaptodrosophila och familjen daggflugor. Inga underarter finns listade i Catalogue of Life.